# 普利茅斯 (纽约州)
普利茅斯（英語：Plymouth）是位于美国纽约州希南戈县的一个镇，地处希南戈县北部、诺威奇西北。2010年美国人口普查时，该镇有1804人。最初的定居者于1794年左右到达此地。1806年，普利茅斯镇从诺威奇镇分出，正式建立。